# Diederik Korteweg
Diederik Johannes Korteweg (né le 31 mars 1848 à Bois-le-Duc, mort le 10 mai 1941 à Amsterdam) est un mathématicien appliqué néerlandais.
Il est célèbre pour ses travaux sur les ondes solitaires (solitons) avec Gustav de Vries, en particulier l'équation Korteweg-de Vries qui est une équation aux dérivées partielles non linéaire du troisième ordre qu'ils ont proposée la première fois en 1895.

## Carrière
Korteweg grandit à Bois-le-Duc (où son père était juge) et fréquenta d'abord l'Académie militaire, mais il renonça à cette voie et étudia ensuite les sciences de l'ingénieur à l’Université de technologie de Delft, avant de se consacrer aux mathématiques, qu'il enseigna à Tilburg et Breda. Recruté en 1876 par l'Université d'Utrecht puis celle d'Amsterdam (dont il détiendra la chaire de mathématiques de 1881 à 1918), Korteweg parvint à résoudre l'équation de propagation d'une onde de choc dans une conduite cylindrique élastique.

## Œuvres
- D.J. Korteweg, Over Voortplantings-Snelheid van Golven in elastische Buizen. Leyde, éd. Doesburgh (1878)
- D.J. Korteweg & G. de Vries, On the Change of Form of Long Waves advancing in a Rectangular Canal and on a New Type of Long Stationary Waves. Philosophical Magazine, 5th series, 36, 1895, pp. 422–443